# Last Man Standing (film 2011)
Last Man Standing, è un film per la televisione del 2011, scritto e diretto da Ernest R. Dickerson.

## Trama
Abby e Nick Collins sono una felice famiglia che vive in un tranquillo centro cittadino americano. Dopo la morte di un suo vecchio commilitone, suo marito viene rapito e i suoi rapitori si mettono in contatto con lei. Da qui in poi l'ex-agente torna a mettersi in gioco per poter salvare il marito dai rapitori.